# Cécile Ines Loos
Pour les articles homonymes, voir Loos.
Œuvres principales
Der Tod und das Püppchen
Hinter dem Mond
Cécile Ines Loos, née le 4 février 1883 à Bâle et morte le 21 janvier 1959 dans la même ville, est une romancière suisse de langue allemande.
Elle est l'auteur de neuf romans, dont Der Tod und das Püppchen en 1939 et Hinter dem Mond en 1942.

## Biographie

### Origines et famille
Cécile Ines Loos naît le 4 février 1883 à Bâle. Elle est originaire de la même ville.
Son père, Christian Bernhard Loos, est instituteur ; sa mère, née Sara Charlotte Louise Stuckert, est la fille d'un commerçant,. 
Restée célibataire toute sa vie, elle est mère d'un enfant.

### Enfance, formation et parcours professionnel
Cécile Ines Loos perd sa mère en 1885, alors qu'elle n'est encore qu'un nourrisson. Elle est placée la même année chez les Langlois, famille de libraires de Berthoud, dans le canton de Berne,. Son père meurt également en 1887, puis la mère de sa famille d'accueil. Elle vit alors à l'orphelinat Viktoria de Wabern, de 1893 à 1899,.
Après avoir obtenu un diplôme de jardinière d'enfant en 1902, elle est gouvernante à Ohringen, près de Winterthour dans le canton de Zurich, jusqu'en 1906, puis à Birmingham, en Angleterre, jusqu'en 1911. Elle vit à partir de 1910 une grave crise existentielle, au cours de laquelle elle fait un long séjour en Italie et y donne naissance à un fils,, Leonardo, à Milan. Elle travaille ensuite de manière intermittente comme serveuse à Berne de 1913 à 1917, puis à Bâle à partir de 1921 également comme serveuse et comme secrétaire. Elle suit à cette période un traitement psychiatrique, puis trouve du réconfort dans l'art, l'astrologie et l'anthroposophie,.

### Écriture
Cécile Ines Loos vit de sa plume à partir de 1927. La publication en Allemagne de ses deux premiers romans, Matka Boska (1929) et Die Rätsel der Turandot (1931), est couronnée de succès. Elle perd cependant son éditeur allemand en 1933 après avoir refusé de signer un acte d'allégeance au nazisme, ce qui la condamne à vivre dans la précarité jusqu'à la fin de ses jours. Jusqu'en 1951, elle publie sept autres romans en Suisse : s'ils sont salués par la critique, ils n'ont pas de succès auprès du grand public,.
Hinter dem Mond (1942 ; Au pays des étoiles, 1943), histoire d'un mariage, et Der Tod und das Püppchen (1939) sont les exemples les plus aboutis de son art : des récits simples portés par une écriture imagée et riche en associations.

### Mort
Cécile Ines Loos meurt le 21 janvier 1959 à Bâle, à l'âge de 75 ans, des suites d'un accident.

## Œuvre
- (de) Matka Boska, Stuttgart, Berlin, Leipzig, Deutsche Verlags-Anstalt, 1929, 373 p.
- (de) Die Rätsel der Turandot, Stuttgart, Berlin, Deutsche Verlags-Anstalt, 1931, 337 p.
- (de) Hinter dem Mond, Zurich, Éditions Atlantis (de), 1942, 277 p.
  - Au pays des étoiles (trad. Hélène Breuleux), Genève, J.-H. Jeheber, 1943, 248 p.
- (de) Der Tod und das Püppchen, Zurich, Schweizer Bücherfreunde, 1939, 221 p.[5]

- (de) Die leisen Leidenschaften : Ein Lied der Freundschaft, Zurich, Éditions Rascher (de), 1934, 144 p.

- (de) Konradin : Das summende Lied der Arbeit von Vater, Sohn und Enkel, Zurich, Éditions Atlantis (de), 1943, 292 p.
- (de) Jehanne, Zurich, Éditions Atlantis (de), 1946, 347 p.
- (de) Leute am See, Zurich, Büchergilde Gutenberg, 1951, 263 p.
- (de) Verzauberte Welt : ein Lesebuch, Küsnacht/Zürich, Edition Kürz, 1985, 303 p. (ISBN 3906625222)[6]

## Archives
Ses archives sont conservées à la Bibliothèque publique et universitaire de Bâle-Ville.